# Sanjiang Pingyuan
Sanjiang Pingyuan är en slätt i Kina. Den ligger i provinsen Heilongjiang, i den nordöstra delen av landet, omkring 520 kilometer öster om provinshuvudstaden Harbin.
Genomsnittlig årsnederbörd är 874 millimeter. Den regnigaste månaden är juli, med i genomsnitt 189 mm nederbörd, och den torraste är januari, med 10 mm nederbörd.